# 鳥羽貞三

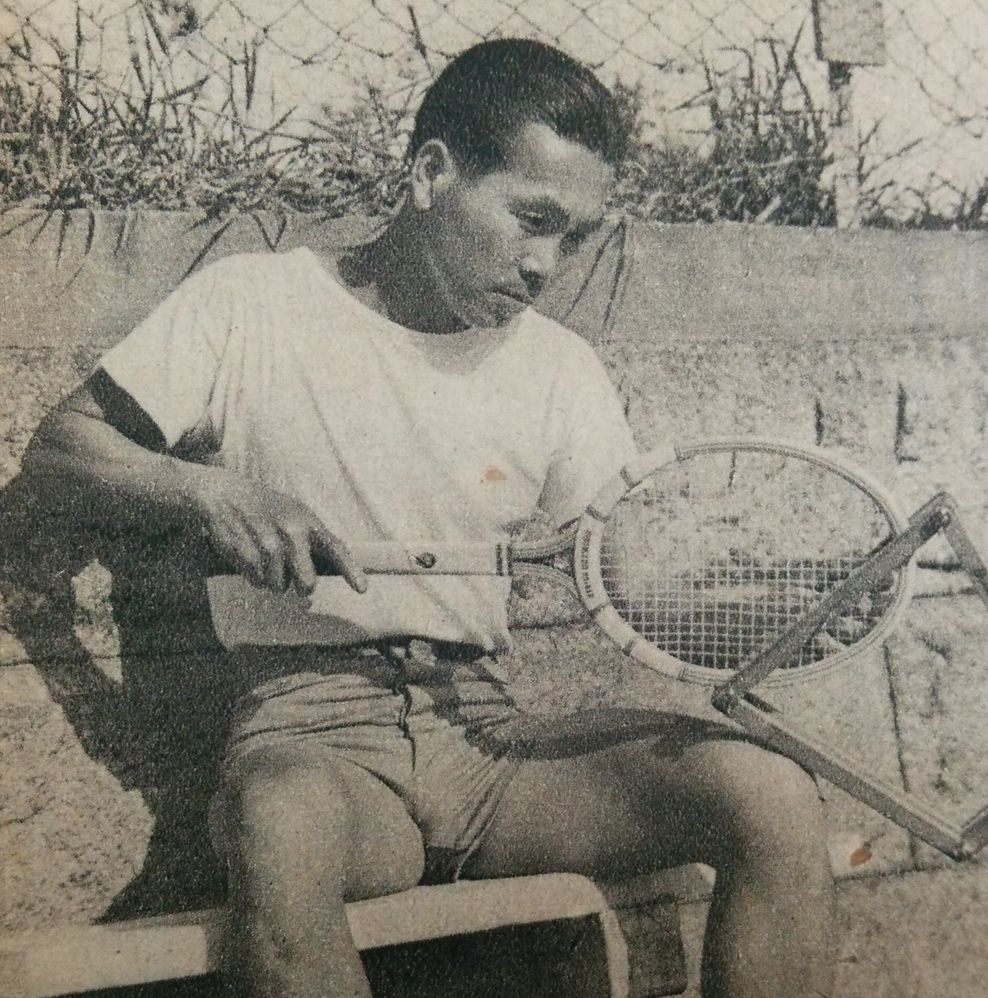
鳥羽貞三

鳥羽 貞三（とば ていぞう、1901年9月15日 - 2002年1月18日）は日本のテニス選手。
京都市出身。神戸高等商業学校で学び、1923年に大阪で開催された第6回極東選手権競技大会のテニスシングルスで優勝した。1926年から1928年まで日本代表としてデビスカップに出場し、シングルスで4勝、ダブルスで3勝している。全米選手権（現在の全米オープン）にも出場し、1926年にはシングルスで3回戦に進出している（en:1926 U.S. National Championships – Men's singles）。
鉄鋼業界で働き、1970年に住友商事と合併した相互貿易の社長を務めていた。合併後は、住友商事取締役相談役を務めた。また、日本テニス協会の顧問も務めていた。
2002年に渋谷区の病院で老衰のため100歳で死去した。

## 著書
- 苦闘のテニス三十年貿易五十年回想（1989年）